# Szent Gaetano Catanoso atya
Gaetano Catanoso (Chorio di San Lorenzo, Reggio Calabria régió, Olaszország, 1879. február 14. –1963. április 4.)
A szülei jómódú földtulajdonosok és példás keresztények voltak.
Gaetanót 1902-ben szentelték pappá, és 1904-től 1921-ig a vidéki Pentidattillo plébániáján szolgált.
Catanoso atya nagy tisztelettel volt Jézus Szent Arca iránt, elindította a „Szent Arc” Közlönyt, és megalapította a Szent Arc társulatot 1920-ban.
Egyszer azt írta: „A Szent Arc az életem. Ő az én erősségem.”

## Sokoldalú, nyitott Isten akaratára
1921. február 2-án Santa Maria de la Candelaria nagy plébániájára helyezték át, ahol 1940-ig maradt. Meglehetősen sokoldalú, és képes volt békésen és szorgalmasan szolgálni az oly ellentmondásos plébánián, s valóban kiérdemelte a szentség hírét.
Mert nem sokat törődött a külső tényezőkkel, hogy azok előnyösek vagy hátrányosak, Gaetano atya minden helyzetben jól dolgozott, és arra törekedett, hogy elmélyítse a kapcsolatát Krisztussal, valamint, hogy mindig Isten akaratát cselekedje azokkal, akik pásztori védelmére voltak bízva. Semmi többre nem vágyott, minthogy Pentidattillo vidéki plébániáján szolgálhasson. Úgy vélte, hogy Candelaria nem tette „felfuvalkodottá”.
Mint Candelaria plébánosa, az embereket az Eucharisztia és a Mária tisztelet felélesztésével hívta Krisztushoz. Intézményeket nyitott, támogatta a hitoktatást, harcolt a káromlások és az ünnepnapok megszentségtelenítése ellen.
Gaetano atya mint pap kötelességének érezte, hogy segítsen mindazon gyermekeknek és fiataloknak, akik életéből hiányoztak a példaképek, és félő volt, hogy erkölcstelenné válnának. Valamint gondja volt a környékbeli és támogatás nélküli, magára hagyott idősekre és papokra. Segített visszaadni templomokat és pusztulásra ítélt tabernákulumokat.
Röviden: Krisztus Arcát látta minden szenvedőben, mintha ezt mondaná:
„Dolgozzunk mindnyájan az árvák és mindazok támogatásán és oltalmazásán, akik elhagyatottak. Túl sok a veszély és túl sok a szenvedés. Forduljunk Jézussal a magára hagyott gyermekek és fiatalok felé; manapság az erkölcstelenség nagyobb betegség, mint valaha.”
Catanoso atya gyakran órákat vagy egész napokat töltött a Tabernákulum előtt imádságban, és a plébániáján felettébb támogatta a Szentségimádásokat. Létrehozta az úgynevezett „repülő egységeket”: papok oly csapatát, akik együtt akartak működni a plébániákon, azáltal, hogy Szentbeszédeket tartottak és gyóntattak ez alkalmakkal.

## Lelkivezető, alapító
1921-től 1950-ig mint gyóntató szolgált zárdákban és Reggio Calabria börtönében. Ugyanakkor kórházi káplán is volt, valamint az Érseki Szeminárium lelkivezetője.
1934-ben Catanoso atya megalapította a Szent Arc Veronika Misszionárius Lányainak Kongregációját, melynek küldetése: folyamatosan engesztelő imádság, alázatos szolgálat az imádságban, a katekézisben, segíteni a gyermekeket, a fiatalokat, a papokat és az időseket. Az első konventet a Reggio Calabriában fekvő Riparóban nyitották.
Amikor az érsek korlátozta a Kongregáció tevékenységét, Catanoso atya nagy tanulékonyságot mutatott a döntés elfogadásában.
Végül azonban 1958. március 25-én a rend szabályzata megkapta a szükséges egyházmegyei jóváhagyást.
Gaetano Catanoso atya 1963. április 4-én halt meg. 1997. május 4-én II. János Pál pápa boldoggá, majd XVI. Benedek pápa 2005. október 23-án szentté avatta.
Ünnepe: április 4.